# 玫瑰碗 (體育場)
玫瑰盃球場（英語：Rose Bowl Stadium）位於美國洛杉磯郊區的帕薩迪納市，它現在可容納92,542人，建於1921-1922年。玫瑰盃球場亦是1984年奧運會、1994年世界盃和1999年女子世界盃決賽的場地。

## 歷史
玫瑰盃球場在美國國內因每年舉行大學美式足球盃而著名，球賽被稱為玫瑰盃。玫瑰盃是大學美式足球盃賽中歷史最悠久和最著名的盃賽。除了盃賽外，玫瑰盃球場也舉行過其他運動項目，自1982年起這球場是洛杉磯加利福尼亞大學美式足球隊的主場，亦是美國職業足球大聯盟球隊洛杉磯銀河自1996年建隊以來的主場，直至2003年銀河隊搬到英式足球球場Home Depot Center；1998年舉辦美國職業足球大聯盟決賽、1994年世界盃和1999年女足世界杯的比賽地點。

## 世界盃
玫瑰盃球場是1994年男子世界盃及1999年女子世界盃的決賽球場，另外一個辦過男女子世界盃決賽的球場是瑞典的Råsunda Stadium，曾於1958年舉行男子世界盃決賽及1995年舉行女子世界盃決賽。玫瑰盃球場的兩場世界盃決賽都是加時後0:0打和要互射十二碼決勝，1994年世界盃中巴西擊敗意大利，而1999年女子世界盃中美國勝中國。
1999年女子世界盃決賽創下有紀錄以來最多觀眾的女子運動比賽，官方統計的入場人數是90,185；直到2022年3月一場女子歐聯八強賽由巴塞羅拿對皇家馬德里中，創出91,553名觀眾進場新紀錄。

## 超級碗
玫瑰碗球場舉行過超級盃5次，分別在1977, 1980, 1983, 1987, 1993。